# Прогресс
Прогре́сс (лат. progressus — движение вперёд, успех) — направление развития от низшего к высшему, поступательное движение вперед, повышение уровня организации, усложнение способа организации, характеризуется увеличением внутренних связей. Противоположность — регресс.
Обще́ственный/социа́льный прогре́сс — глобальный, всемирно-исторический процесс восхождения человеческих обществ от примитивных состояний (дикости) к вершинам цивилизованного состояния, основанного на высших научно-технических, политико-правовых, нравственно-этических достижениях.
Исследователи рассматривают прогресс как многомерный и нелинейный процесс, далеко не всегда тождественный равномерному восходящему поступательному движению от простых форм материи к более сложным.

## Проблема определения прогресса
Философ Маргарет Мик Лэнг в Стэнфордской философской энциклопедии выделяет три вопроса, вокруг которых обсуждается проблема прогресса. Первый вопрос нормативный: определяет ли та или иная теория прогресса концепцию человеческого благополучия и если да, то как? Второй вопрос относится к социальным наукам: чем вызваны исторические улучшения и каковы законы исторического развития? Третий вопрос является методологическим или эпистемологическим: каковы теоретические доказательства или основания теории прогресса?.
Теоретики прогресса, как правило, придерживаются одного из двух подходов к благополучию, которое понимается либо с точки зрения ценностного монизма, как единственная ценность либо с противоположных позиций — как множество эмпирически связанных несоизмеримых ценностей. В первом случае ценностью может быть свобода, счастье, полезность или реализация способностей человека. Во втором случае множественные ценности могут быть связаны друг с другом или нет. Исходя из трудности задачи некоторые теоретики стараются не формулировать точное определение благополучия, хотя и выдвигают те или иные концепции прогресса, в которых предлагаются причинно-следственные объяснения исторических улучшений. Современные обсуждения прогресса отталкиваются от представлений эпохи Просвещения, когда было сформулировано понятие всемирной (или всеобщей) истории, а в качестве его субъекта рассматривалось человечество. Теоретики всеобщей истории пытались найти фундаментальные законы исторического развития, не только объяснявшие прошлое, но и предсказывавшие будущее.
Содержание законов прогресса понималось по-разному: если Георг Фридрих Вильгельм Гегель или Огюст Конт рассматривали развитие идей, ведущее к улучшению, то Карл Маркс, напротив, обращал внимание на рост материальных средств производства. Иммануил Кант считал источником изменений природу человека. Зачастую предлагались более сложные каузальные версии, выводы не всегда были формализованы. Различаются и точки зрения на периоды упадка; не утверждая полностью линеарное развитие, некоторые теоретики подчеркивали, что отклонения от основного вектора не отменяют долговременное улучшение. Одни авторы склонялись к детерминизму в объяснении исторических событий, другие отмечали роль случайности, часто связывая политическое вмешательство с возможностью изменять будущее. Мыслители, как правило, использовали один из двух методов: априорное размышление или обобщение эмпирических фактов.

## Представления о прогрессе до Нового времени
Среди ученых нет консенсуса, существовали ли в древности представления о прогрессе. Долгое время считалось, что античные авторы не знали этого понятия, хотя высказывалась и противоположная точка зрения. Р. Нисбет обращает внимание на миф о Прометее, который включает идею движения от нужды к достатку, прославляет человеческую изобретательность и содержит предпосылки развертывания прогресса во времени. Так или иначе, взгляды наиболее крупных мыслителей античности сильно отличались от современных представлений. Платон и Аристотель придерживались циклического подхода, полагая, что развитие происходит стихийно, а катастрофы и упадок неизбежны, они возвращаются в форме стихийных бедствий или болезней. Общество начинается с семьи и приходит к полису — единственной достойной формой общественной организации. В то же время нет тенденции в сторону её установления, как и нет устойчивых форм политического устройства. В диалоге «Политик» Платон приводит известный древнегреческий миф о золотом веке, историю постепенного упадка и вырождения пяти поколений людей (миф записан Гесиодом в «Трудах и днях»). Согласно Платону, смена веков связана с движением земли, которое влияет на внимание богов; после золотого века боги оставили людей, предоставленных самим себе.
Третий влиятельный философ древности, христианский мыслитель Аврелий Августин представил радикально новый, линеарный взгляд на историю, отвергнув циклический подход и доктрину вечного возвращения. Согласно его сочинению «О граде Божьем», рождение, смерть и воскресение Христа является уникальными событиями; одни люди обретут вечную жизнь в «Граде Божьем», другие будут приговорены к вечному проклятию в «Граде Земном». Линеарность этого подхода имеет сходство с позднейшими концепциями прогресса, однако, в отличие от них, история спасения Августина нацелена на спасение лишь части человечества и остается в рамках христианской религии.

## Развитие понятия
Идея о том, что человечество развивается по пути всё большего политического и социального прогресса, появляется в Эпоху Просвещения (правда, у Вольтера и Монтескьё она еще отсутствует, а популярна стала у поздних просветителей). Первым, кто изложил последовательную теорию прогресса, был аббат Сен-Пьер в своей книге «Замечания о непрерывном прогрессе всеобщего разума» (1737). Великая французская философия истории второй половины XVIII века, начавшаяся с «Рассуждений о последовательном прогрессе человеческого разума» Тюрго (1750) и увенчавшаяся «Очерками исторической картины прогресса человеческого разума» Кондорсе (1794), вписывается в идейную предысторию позитивизма. При этом сторонник просвещенного деспотизма Тюрго сохранят веру в провидение Божье как источник общего хода истории, тогда как в трудах его антиклерикально настроенного ученика Кондорсе вступил в силу чистый естественный закон прогресса, который, как с определенной осторожностью заметил автор, «почти так же надежен, как и закон природы».
С точки зрения марксизма, прогресс — это основанное на законах диалектики движение природы и общества в направлении большей целостности и сложности, гармоничности и структурной упорядоченности, к более совершенному обществу, основанному на преодолении отчуждения человека и полной реализации его творческого потенциала («Критика Готской программы», «Капитал», «Экономическо-философские рукописи 1844 года»). По мнению В. И. Ленина, «представлять себе всемирную историю идущей гладко и аккуратно вперёд, без гигантских иногда скачков назад, недиалектично, ненаучно, теоретически неверно»

## Критика понятия
Концепция прогресса подвергается критике уже в XIX веке. От идеи прогресса отказались представители историзма Леопольд фон Ранке и Фридрих Мейнеке. В начале XX века Эрнст Трёльч писал, что прогресс — это «секуляризованная христианская эсхатология, идея универсальной, достигаемой всем человечеством конечной цели, которая перемещена из сферы чудес и трансцендентности в сферу естественного объяснения и имманентности». После Второй мировой войны некоторые влиятельные мыслители, например, Теодор Адорно, выразили сомнения в реальности социального прогресса. Критику идеи прогресса в её гегельянской и марксистской версиях поэтично выразил Вальтер Беньямин в «Тезисах о философии истории» (1940):

У Клее есть картина под названием «Angelus Novus». На ней изображён ангел, выглядящий так, словно он готовится расстаться с чем-то, на что пристально смотрит. Глаза его широко раскрыты, рот округлен, а крылья расправлены. Так должен выглядеть ангел истории. Его лик обращён к прошлому. Там, где для нас — цепочка предстоящих событий, там он видит сплошную катастрофу, непрестанно громоздящую руины над руинами и сваливающую все это к его ногам. Он бы и остался, чтобы поднять мертвых и слепить обломки. Но шквальный ветер, несущийся из рая, наполняет его крылья с такой силой, что он уже не может их сложить. Ветер неудержимо несет его в будущее, к которому он обращён спиной, в то время как гора обломков перед ним поднимается к небу. То, что мы называем прогрессом, и есть этот шквал.
Постмодернизм рассматривает понятие прогресса в качестве одного из элементов модернистской концепции и критикует данное понятие в рамках общей критики модернистской парадигмы с её европоцентризмом, монологизмом, проективной направленностью, субъект-объектного, миссионерского отношения к другим культурам, тотальными дискурсами и стремлением к жёсткой норме и абсолютным ценностям в качестве директивного критерия прогресса.
Если Жан Бодрийяр в рамках постмодернистской концепции придерживается апокалиптической точки зрения и видит в развитии современного общества только регресс и отрыв от реальности, то для Мишеля Фуко прогресс имеет личностное измерение, представляет собой процесс саморазвития личности и заключается в создании из своей жизни своеобразного произведения искусства, в переоткрытии на личном уровне высших ценностей и выход в своем понимании мира за пределы господствующего дискурса, тезауруса.

## Составляющие
Прогресс это равномерное развитие следующих составляющих:
- социальной — процесс приближения общества к свободе, равенству и справедливости;
- материальной — процесс развития материального производства и системы социальных отношений, влияющих на удовлетворение материальных и духовных потребностей, полноту раскрытия личностного потенциала людей (Карл Маркс, «Критика Готской программы», «Капитал», марксизм).
- духовной — процесс личностного роста: переход от материалистических к постматериалистическим ценностям (пирамида потребностей по Маслоу, постматериализм).
- научной — процесс непрерывного, расширяющегося и углубляющегося познания окружающего мира, его освоение как в микрокосмос, так и в макрокосмос, освобождение познания от рамок экономической целесообразности, совершенствование норм и оценок научной деятельности.(Томас Кун, Структура научных революций, Смена парадигм; Имре Лакатос, Научно-исследовательская программа).

## Проблема оценки динамики прогресса (критерии прогресса)
Оценка прогресса в целом или его составляющих не может быть полной в силу многомерности и не всегда полной осознанности всего комплекса процессов, конституирующих общество, природу и человека как целостность. Однако, несмотря на неполноту оценки, такие критерии существуют:
- социальная составляющая прогресса оценивается по следующим параметрам:

- оценка демократичности общества, степени реализации прав и свобод граждан -Freedom House, «Cross-National Time-Series Data Archives», «Polity IV», Индекс демократии (Economist) журнала «The Economist», «Democracy Barometer»
- оценка уровня социального равенства, степени разрыва между доходами самых богатых и самых бедных граждан (Коэффициент Джини).
- оценка качества жизни (Индекс качества жизни, Индекс человеческого развития).

- экономическая составляющая прогресса: (Валовой внутренний продукт, Экономический рост, Индекс экономической свободы).
- духовная составляющая: (индекс толерантности, Всемирный обзор ценностей)
- научная составляющая — уровень инноваций:

Американский физик Джонатан Хюбнер считает, что уровень инноваций достиг максимума в 1873 г. и с тех пор постоянно снижается. По его мнению, сегодняшний уровень инноваций (7 важных технических изобретений на миллиард человек в год) примерно равен показателю 1600 г., а к 2024 г. он упадёт до уровня «Тёмных веков», наступивших после падения Римской империи.
Хюбнер называет две возможные причины замедления научного прогресса:
- определённые направления науки и техники не развиваются из-за того, что они экономически невыгодны;
- способность людей поглощать знания подходит к концу, и в результате делать новые открытия становится всё труднее.

Выводы Хюбнера подвергаются критике. Так, Рэй Курцвейл назвал его метод отбора данных «произвольным», а пропагандист нанотехнологий Ким Эрик Дрекслер утверждает, что мерилом прогресса следует считать не сами изобретения, а имеющиеся в распоряжении человечества возможности. Даже в отсутствие крупных открытий мы можем передвигаться быстрее или получать более скоростной доступ к большему количеству информации.
Американский специалист по менеджменту, профессор Северо-Западного университета Бен Джонс утверждает, что, чтобы поддерживать прогресс за счет инноваций, приходится прикладывать все больше усилий — тратить всё больше денег на научные исследования и конструкторские разработки и постоянно увеличивать количество занятых в этой сфере. В результате деятельность среднестатистического изобретателя всё менее значима.
У него есть две гипотезы о причинах происходящего:
- изобретатели прошлого использовали те идеи, до которых было легче всего «дотянуться», а их преемникам приходится прилагать больше усилий для решения более сложных проблем;
- из-за массы уже накопленных знаний потенциальным изобретателям приходится тратить больше времени на образование, и в результате период их активной жизни, посвящённый собственно изобретательской деятельности, становится короче. Так, Нобелевские лауреаты становятся всё старше, и это говорит о том, что открытия теперь требуют больше времени[11].

Характерное время прогресса:
- τpr (Тау прогресса) — характерное время между событиями, определяющими прогресс в рассматриваемую эпоху.

В процессе становления вида homo sapiens специфическую роль играют фиксация и передача информации, то есть, развитие инфо-коммуникаций: начиная с появления речи и письменности до прорывных событий второй половины XX века.
Частота, с которой происходили важнейшие, поворотные события в развитии инфокоммуникаций, значительно отличалась в разные эпохи. Сначала типичные интервалы между такими событиями были десятки тысяч лет, затем несколько тысяч лет, постепенно это время сжалось до одного века.
На рубеже XX—XXI вв. научно-технический прогресс в области инфокоммуникаций достиг критических скоростей. Это проявилось в том, что современное поколение вынуждено жить в реалиях, когда революционные трансформации происходят множество раз на протяжении его жизни.
Проблема критериев прогресса считается одной из сложнейших в науках об обществе. Некоторые исследователи считают, что таких критериев не существует. Трудности с определением критериев прогресса вызваны тем, что прогресс понимается только как улучшение жизни населения. В истории же человечества часто бывало так, что при явном движении вперед подавляющему большинству населения жить становилось хуже. Наиболее ярким примером такого рода является переход от охоты и собирательства к земледелию. Пища становилась бедной белками и значительно более однообразной, труд более монотонным и тяжелым, в результате всего этого комплекса факторов продолжительность жизни у ранних земледельцев была существенно меньше, чем у охотников и собирателей. Для преодоления этих трудностей в качестве критерия прогресса предлагается рост уровня развития населения, где уровень развития — это способность населения решать жизненные проблемы. Такой критерий предполагает, что прогресс не связан напрямую с улучшением жизни людей. Рост уровня развития происходит в результате усложнения трудовой деятельности. Следовательно, чем сложнее трудовая деятельность населения, тем выше его уровень развития, иными словами, структура занятости населения определяет главные параметры общества.